# Adham El Idrissi
Adham El Idrissi, né le 17 mars 1997 à Amsterdam aux Pays-Bas, est un footballeur néerlandais qui joue au poste d'attaquant au FC Differdange 03.

## Biographie

### Ajax Amsterdam (2016 - 2017)
Formé au sein du club de la capitale des Pays-Bas, la carrière du joueur débute avec l'équipe réserve du club.

### ASV De Dijk (2017 - 2018)
En janvier 2017, il quitte l'Ajax Amsterdam pour rejoindre l'ASV De Dijk après une résiliation de contrat.

### SC Telstar (2018 - 2019)
L'année suivante, le joueur s'engage avec le SC Telstar à la suite de la relégation de son ancien club. 

### Kalamata FC (2020)
Libre de tout contrat, le joueur signe avec le Kalamata FC, en Grèce, en 2020.

### GVVV (2022)
Libre de tout contrat après son départ de son ancien club, le joueur s'engage avec GVVV, dans son pays natal, grâce à ses liens avec l'entraîneur Gery Vink, qu'il connaissait de son passage à l'Ajax Amsterdam,.

### SV TEC (2022 - 2023)
Une nouvelle fois libre après son départ de GVVV, le joueur s'engage avec le SV TEC.

### AEP Kozani FC (2023 - 2024)
Auteur d'une bonne saison avec son ancien club, le joueur retente sa chance en Grèce en signant avec l'AEP Kozani FC dès 2023.

### FC Victoria Rosport (2024)
Après un passage raté en Grèce, le joueur s'engage avec le FC Victoria Rosport, club au Luxembourg.

### FC Differdange 03 (depuis 2024)
Auteur d'une bonne demi-saison avec le FC Victoria Rosport, le joueur s'engage avec un autre club luxembourgeois, le FC Differdange 03, alors champion en titre de BGL Ligue.
Dès sa première saison avec son nouveau club, il remporte le premier trophée de sa carrière en terminant champion de BGL Ligue.

## Palmarès
| FC Differdange 03 (2) :                                                          |
| -------------------------------------------------------------------------------- |
| - BGL Ligue (1) - Champion : 2025 - Coupe du Luxembourg (1) - Vainqueirur : 2025 |